# Holmberg 15A
Holmberg 15A é uma galáxia elíptica super gigante, e domina o centro de Abell 85, um grupo de galáxias na constelação de Cetus, há aproximadamente 700 milhões de anos-luz da Terra. Ela foi descoberta em 1937 por Erik Holmberg. 
A descoberta só foi possível graças ao seu núcleo, o maior núcleo já observado em uma galáxia, com 15.000 anos-luz.

## Buraco negro super maciço
O componente primário do núcleo da galáxia é um buraco negro super maciço, com a massa atualmente aceita em 170 bilhões de massas solares, baseado na estimativa de Rusli usando a estimativa do seu raio. Antes havia sido estimado por Lauer, com a massa acima de 310 bilhões de massas solares, usando o método do ponto de raios gama no raio do núcleo. Kormendy e Bender deu o valor de 260 bilhões de massas solares. Menores estimativas foram dadas por Kormendy e Ho em 2013, entre 2.1 e 9.2 bilhões de massas solares. Porém, o método que Rusli usou é mais preciso. Isso faz este ser o buraco negro mais maciço já descoberto. É 30 vezes o valor do buraco negro da Messier 87, e 41.500 vezes o valor do buraco negro no centro da Via Láctea. Usando a fórmula de Schwarzschild este buraco negro tem o diâmetro de 1 trilhão de quilômetros, cerca de 84 vezes a distância do Sol até Plutão, ou cerca de 121,3 dias-luz, aproximadamente 4 meses-luz.